# MTV Europe Music Awards 2007

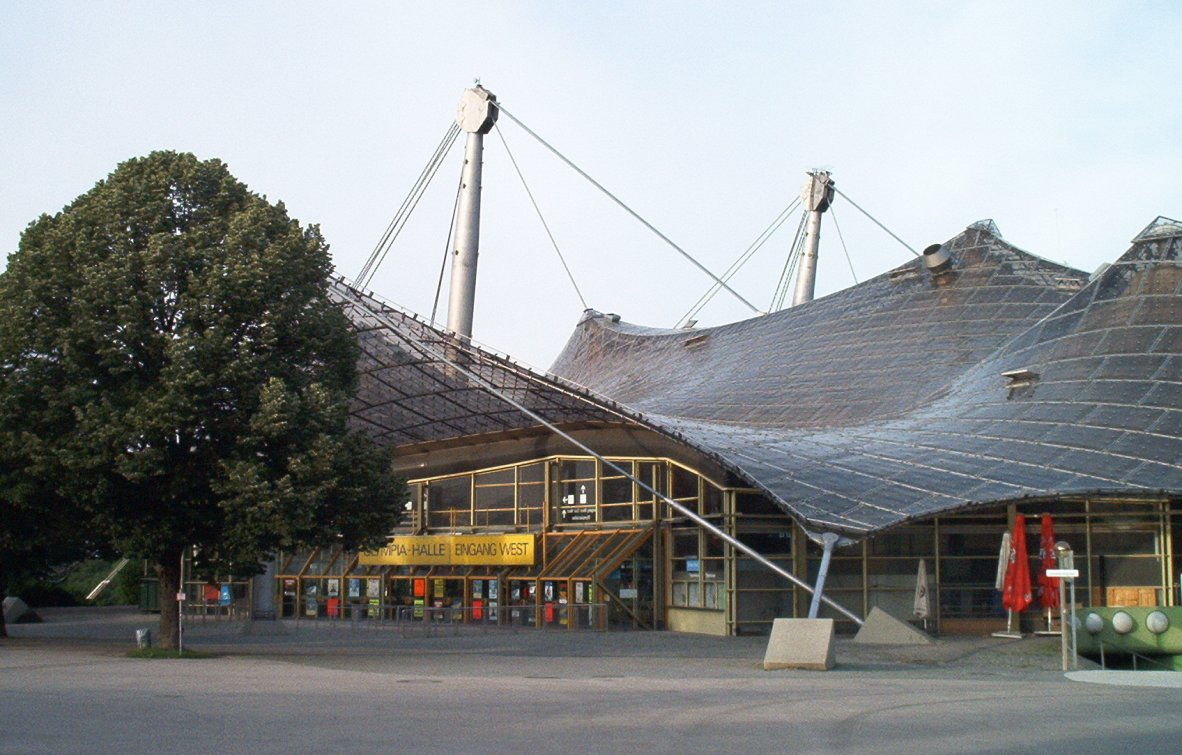
Olympiahalle

Les MTV Europe Music Awards 2007 est une cérémonie le 1er novembre 2007 à Munich, en Allemagne à l'Olympiahalle. Les nommés ont été annoncés dans le monde en septembre 2007. Les récompenses seront remis par le maître de cérémonie Snoop Dogg. Tout le long de la cérémonie, il y aura des intervalles musicale avec Mika, My Chemical Romance, Avril Lavigne, Svetlana, Foo Fighters, Tokio Hotel, Babyshambles, et un duo entre Will.i.am et Nicole Scherzinger.

## Nommés
Les gagnants sont en gras.

### Rock Out
- Thirty Seconds to Mars
- Evanescence
- Fall Out Boy
- My Chemical Romance
- Linkin Park

### Ultimate Urban
- Rihanna
- Kanye West
- Timbaland
- Beyoncé
- Justin Timberlake
- Gym Class Heroes

### Solo
- Mika
- Avril Lavigne
- Nelly Furtado
- Justin Timberlake
- Rihanna
- Christina Aguilera

### Groupe
- Fall Out Boy
- Good Charlotte
- My Chemical Romance
- Tokio Hotel
- Linkin Park

### Most Addictive
- Amy Winehouse - Rehab
- Rihanna feat. Jay-Z - Umbrella
- Beyoncé & Shakira - Beautiful Liar
- Mika - Grace Kelly
- Nelly Furtado - All Good Things (Come To An End)
- Avril Lavigne - Girlfriend

### Headliner
- Justin Timberlake
- Muse
- Arctic Monkeys
- Beyoncé
- Foo Fighters

### Album
- Linkin Park - Minutes To Midnight
- Avril Lavigne - The Best Damn Thing
- Amy Winehouse - Back To Black
- Nelly Furtado - Loose
- Akon - Konvicted

### Inter Act
- Fall Out Boy
- Thirty Seconds to Mars
- Tokio Hotel
- My Chemical Romance
- Depeche Mode

### Clip vidéo
- Bat for Lashes – "What's A Girl To Do"
- Chemical Brothers – "The Salmon Dance"
- Justice – "D.A.N.C.E."
- Justin Timberlake – "What Goes Around...Comes Around"
- Foo Fighters - "The Pretender"
- Kanye West – "Stronger"

### Artist's Choice
- Amy Winehouse
- Nelly Furtado
- Snow Patrol
- Chris Brown

## Récompense locale

### Best Arab Act*
- Elissa
- Nancy Ajram
- Rashed Al Majed
- Tamer Hosni
- Mohamed Hamaki

### Best Adria Act
- Hladno Pivo
- Siddharta
- Dubioza Kolektiv
- Van Gogh
- Jinx

### Best Baltic Act
- The Sun
- Double Faced Eels
- Jurga
- Tribes Of The City
- Skamp

### Best Danish Act
- Trentemoller
- Volbeat
- Nephew
- Suspekt
- Dune

### Best Dutch & Belgian Act
- Within Temptation
- Goose
- Tiësto
- Opgezwolle
- Gabriel Rios

### Best Russian Act
- Via Gra (Nu Virgos)
- A-Studio
- Maksim
- Dima Bilan
- Sergey Lazarev

### Best Finnish Act
- Ari Koivunen
- Sunrise Avenue
- Negative
- Nightwish
- HIM

### Meilleur français
- Justice
- Bob Sinclar
- Booba
- Soprano
- Fatal Bazooka

### Meilleur allemand
- Bushido
- Sido
- Beatsteaks
- Juli
- Sportfreunde Stiller

### Meilleur italien
- Zero Assoluto
- J-Ax
- Elisa
- Irene Grandi
- Negramaro

### Best Norwegian Act
- Karpe Diem
- El Axel
- Lilyjets
- Pleasure
- Aleksander With

### Best Polish Act
- Kasia Nosowska
- O.S.T.R.
- Monika Brodka
- Doda
- Ania Dąbrowska

### Best Portuguese Act
- Da Weasel (Hip-Hop/Rock)
- Fonzie (Punk Rock)
- Buraka Som Sistema (Electro/Kuduro)
- Blasted Mechanism (Electro/Rock Alternatif)
- Sam The Kid (Hip-Hop)

### Best Romanian and Moldovan Act
- Alex
- Activ
- Svetlana
- Andreea Banica
- DJ Project

### Best Spanish Act
- Mala Rodriguez
- Violadores Del Verso
- El Sueño de Morfeo
- La Quinta Estacion
- Dover

### Best Swedish Act
- Laakso
- Neverstore
- Timo Räisänen
- Those Dancing Days
- The Ark

### Best Turkish Act
- Sertab Erener
- Teoman
- Nil Karaibrahimgil
- Ceza
- Kenan Dogulu

### Best UK Act
- Muse
- Amy Winehouse
- Mark Ronson
- Klaxons
- Arctic Monkeys

## New Sounds of Europe

### New Sounds of Europe Final
- The Bedwetters
- Firma
- Yakup

### New Sounds of Europe International Competition
- Alphabeat (eliminated in 16/10)
- Firma
- Jaula De Grillos (eliminated in 26/10)
- Coma (eliminated in 17/10)
- Chakuza (eliminated in 24/10)
- Astro'n'out (eliminated in 14/10)
- Dani (eliminated in 19/10)
- Sunrise Avenue (eliminated in 28/10)
- Buraka Som Sistema (eliminated in (25/10)
- Delain (eliminated in 20/10)
- Klaxons (replacing James Morisson that wasn't available to perform in event) (eliminated in 23/10)
- Yakup
- Neverstore (eliminated in 22/10)
- Aleksander With (eliminated in 15/10)
- The Bedwetters
- Christophe Willem (eliminated in 27/10)
- Zero Assoluto (eliminated in 21/10)
- Gravel (eliminated in 18/10)

### New Sounds of Europe Netherlands
- Moke (en)
- Delain
- Jeckyll & Hyde
- C-Mon & Kypski
- Fedde le Grand

### New Sounds of Europe Germany
- Culcha Candela
- Chakuza
- Die Ohrbooten
- Itchy Poopzkid
- K.I.Z
- Madsen

### New Sounds of Europe Adria
- Dani (Republic of Macedonia)
- Tide (Eslovênia)
- Intruder (Servia)
- Father (Croacia)
- Elemental (Croácia)
- Dubioza Kolektiv (Bósnia e Herzegovina)

### New Sounds of Europe Turkey
- Portecho
- Bedük
- Suitcase
- Yakup
- DANdadaDAN

### New Sounds of Europe Portugal
- Mosh
- The Vicious 5
- Buraka Som Sistema
- Mundo Secreto
- SP & Wilson

### New Sounds of Europe Denmark
- Volbeat
- Alphabeat
- Trentemoller
- Poker

### New Sounds of Europe Sweden
- Neverstore
- Säkert!
- Million Stylez
- Salem Al Fakir

### New Sounds of Europe UK
- Biffy Clyro
- The View
- Klaxons
- Kate Nash
- Calvin Harris
- James Morrison
- The Fratellis
- Jamie T
- Mark Ronson
- The Enemy

### New Sounds of Europe France
- Koxie
- Kaolin
- Charlotte Gainsbourg
- Rose
- Christophe Mae
- Riké
- Jehro
- Peter Von Poehl
- Sefye
- Shy'm
- Christophe Willem
- Soprano
- Ayo
- AaRON
- Abd al Malik

### New Sounds of Europe Spain
- Sara da Pin Up
- Zodiacs
- Mendetz
- Hanna
- Lantana
- Jaula de Grillos
- Tulsa
- Wonderful Cosmetics
- Nena Daconte

### New Sounds of Europe Norway
- Margaret Berger
- My Midnight Creeps
- 120 Days
- Aleksander With
- Christel Alsos
- Susanne Sundfør

### New Sounds of Europe Finland
- Lapko
- Lovex
- Sturm und Drang
- Disco ensemble
- Sunrise Avenue

### New Sounds of Europe Romania
- Firma
- Anna Lesko
- Simplu
- DJ Project

### New Sounds of Europe Poland
- Coma
- Cool Kids of Death
- The car is on Fire
- Hurt
- Not

### New Sounds of Europe Italy
- Mondo Marcio
- Zero Assoluto
- Fabri Fibra
- Fabrizio Moro
- Simone Cristicchi

### New Sounds of Europe Baltic
- Double Faced Eels
- Gravel
- Vaidas
- The Bedwetters
- Astro’n’Out
- No Big Silence
- Under Marie

## Chanteurs
- Mika
- Foo Fighters
- My Chemical Romance
- Avril Lavigne
- will.i.am et Nicole Scherzinger (duo)
- Tokio Hotel
- Svetlana
- Babyshambles

## Apparitions
- Lewis Hamilton
- Dave Grohl
- Taylor Hawkins
- Dave Gahan
- Joss Stone
- Michael Stipe
- Wyclef Jean
- Benji Madden & Joel Madden
- Serj Tankian
- Boris Becker
- Craig David
- Lily Cole
- Jon Heder
- Kelly Rowland
- Didier Drogba
- Nelly Furtado
- Jared Leto